# Alexandre Tomás de Morais Sarmento
Alexandre Tomás de Morais Sarmento (Bahia, Brasil colonial, 11 de abril de 1786 — Rio de Moinhos (Sátão), 16 de abril de 1840), 1.º visconde do Banho (1835), fidalgo cavaleiro da Casa Real, bacharel em Direito pela Universidade de Coimbra, magistrado e diplomata, exerceu importantes funções políticas, entre as quais membro da Junta Provisória do Governo do Reino formada em 1828 no Porto, deputado às Cortes (1821-1826), par do reino (1834) e, embora de forma efémera, Ministro do Reino do Gabinete dos Mortos em 1836.

## Biografia
Nasceu em Salvador da Bahia, filho legitimado do desembargador Tomás Inácio de Morais Sarmento, oriundo de uma família aristocrática de Torre de Moncorvo, e de Perpétua Gertrudes Sanches da Cunha. Foi irmão de Cristóvão Pedro de Morais Sarmento, 1.º visconde de Torre de Moncorvo. Fez os seus estudos básicos no Colégio dos Jesuítas de Salvador e no St. Edmund's College, Ware, um colégio católico localizado nos arredores de Londres.
Terminados os estudos preparatórios, matriculou-se em 1804 na Universidade de Coimbra, onde se formou em Leis em 1808. Nesse ano integrou os Corpos Militares Académicos de 1808 e de 1809, nos quais participou na Guerra Peninsular. Fez parte, com, entre outros, o seu irmão Cristóvão Pedro e José Bonifácio de Andrade e Silva, do Estado Maior do general Nicholas Trant. Sobre a campanha de 1809, deixou manuscrita a obra que intitulou Relação das medidas de defesa que se executaram nas margens do Rio Vouga, depois da tomada do Porto pelo Marechal Soult em 1809, reeditada em 2009.
Terminada a guerra, seguiu a carreira da magistratura, sendo sucessivamente Procurador Fiscal das Mercês, provedor do concelho de Moncorvo e corregedor da Comarca de Vila Real (1816). Foi depois nomeado juiz desembargador da Casa da Suplicação, com exercício na Relação e Casa do Porto, tendo aí aderido à Revolução Liberal do Porto.
Foi eleito deputado às Cortes Gerais e Extraordinárias da Nação Portuguesa de 1821, como substituto pela Província da Beira, permanecendo nas Cortes durane o Vintismo, sendo novamente eleito para as Cortes de 1826. Foi confirmado fidalgo cavalleiro da Casa Real por alvará de 9 de junho de 1824.
Sendo desembargador da Casa da Suplicação, com exercício na Relação do Porto, em 1828 foi membro da Junta Provisória do Governo do Reino, formada na cidade do Porto aquando da revolta contra o rei D. Miguel que ficou conhecida pela Belfastada. Com a derrota dos revoltosos, exilou-se para Inglaterra.
Regressado do exílio após a vitória liberal de 1833 em Lisboa, foi nomeado enviado extraordinário e ministro plenipotenciário na Corte de Madrid em 1834 nas negociações visando o reconhecimento por Espanha do governo de D. Maria II. Prosseguiu a sua carreira como magistrado, que terminou como juiz conselheiro do Supremo Tribunal de Justiça. Embora se tivesse demitido em 1836, por ser contrário à Revolução de Setembro, foi renomeado posteriormente.
Elevado a visconde, com o título de visconde do Banho, por decreto de 21 de julho de 1835 de D. Maria II, rainha de Portugal, foi par do Reino por decreto de 1 de setembro de 1834, tendo prestado juramento nas Cortes a 28 de janeiro de 1835. Foi Ministro e Secretário de Estado dos Negócios do Reino do efémero Gabinete dos Mortos, em funções de 4 a 6 de novembro de 1836, embora não tenha sido empossado.
Na Câmara dos Pares foi um membro muito interventivo, tendo integrado as comissões do Ultramar e dos Negócios Eclesiáticos. Dedicou-se a questões ultramarinas, tendo proposto o envio de comissários régios aos territórios ultramarinos visando conhecer melhor a sua situação sócio-económica e a criação de medidas protecionistas quanto ao comércio da China e Índia. Também foi autor de uma proposta visando aumentar a autonomia dos municípios dos Açores, Madeira e restantes territórios ultramarinos. Outra preocupação demonstrada na Câmara dos Pares foi sobre a necessidade de conservar o património construído que tinha sido nacionalizado com a extinção das ordens religiosas e se encontrava ao abandono. Neste caso foi pioneiro nestas preocupações sobre o património cultural e as obrigações do Estado nesta matéria.
Pela sua participação na Guerra Peninsular, foi condecorado com a medalha da Cruz da Guerra Peninsular, prata, por duas campanhas. Membro do Conselho de Sua Magestade Fidelíssima, foi comendador da Ordem de Nossa Senhora da Conceição de Vila Viçosa por alvará de 15 de fevereiro de 1834 e foi agraciado com a grã-cruz da Ordem de Isabel a Católica de Espanha.
Casou em Rio de Moinhos, Sátão, Viseu, no dia 10 de maio de 1816, com Maria dos Prazeres de Magalhães Coutinho Girão de Sousa e Melo, dama da Ordem das Damas Nobres de Maria Luísa de Espanha, nascida em Rio de Moinhos a 3 de abril de 1803, filha de Serafim Girão de Sousa e Melo e de sua mulher Luísa Adelaide de Magalhães Coutinho Cardoso da Mota. O 1.º visconde do Banho faleceu na sua casa de Rio de Moinhos, concelho de Sátão.
Por casamento, um dos seus descendentes veio à posse de um solar apalaçado em Almendra (concelho de Vila Nova de Foz Côa), o solar do Visconde de Almendra. O edifício foi reconstruído em 1895 por Júlio Girão de Faria de Morais Sarmento, 3.º visconde do Banho, daí que o imóvel também apareça designado como Solar dos Viscondes do Banho.

## Obras Publicadas
Foi um orador notável e de grande erudição, como se depreende de seus discursos constantes do diário das respectivas câmaras e das Cortes Gerais e Extraordinárias da Nação Portuguesa de 1822. Publicou:
- Russel d'Albuquerque : conto moral por um portuguez. Londres. 1833. No final deste livro se vê que foi publicado em Londres, e não em Sintra como está impresso nos frontispício, e com efeito o autor o escreveu em Londres, quando aí se achava durante o periodo de exílio que teve lugar após 1828 com os membros da Junta do Governo, de que fizera parte.[13][14]
- Apontamentos geraes para o systema provisional de publica administração logo que seja restaurada a legitima auctoridade da rainha fidelissima, a senhora dona Maria II. Lisboa, 1833.
- Relação das Medidas de Defesa do Vouga contra o Exército de Soult, em 1809. Arquivo Distrital de Aveiro, 1958 (reeditado, em 2009, pela Deriva Editores, Porto, com o patrocínio da Comissão para a Evocação do Bicentenário das Invasões Francesas no Porto e da Comissão Portuguesa de história Militar).